# Pogromo de Chisináu

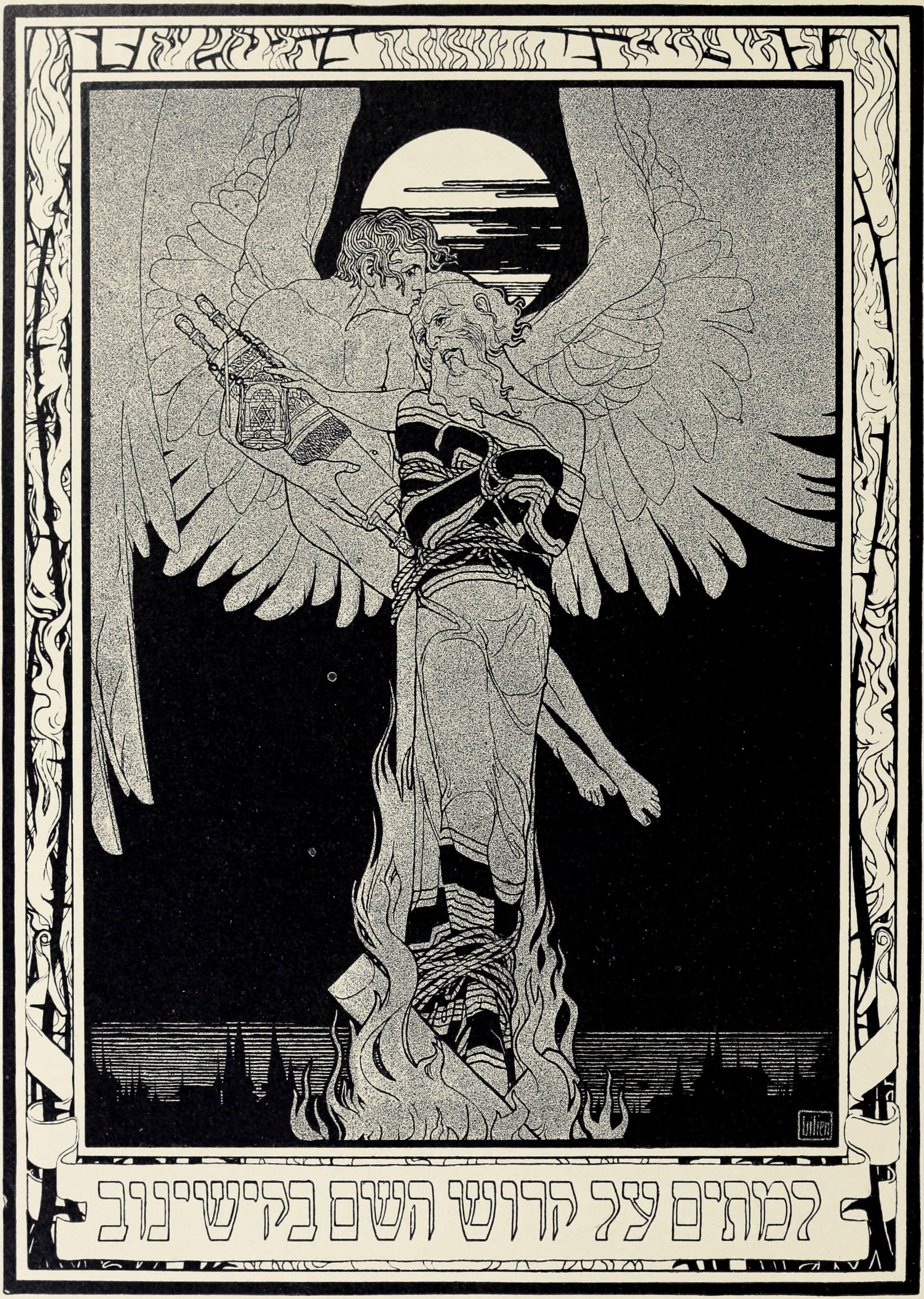
Ephraim Moses Lilien, A los mártires del pogromo de Chisináu, estampa, 1903.

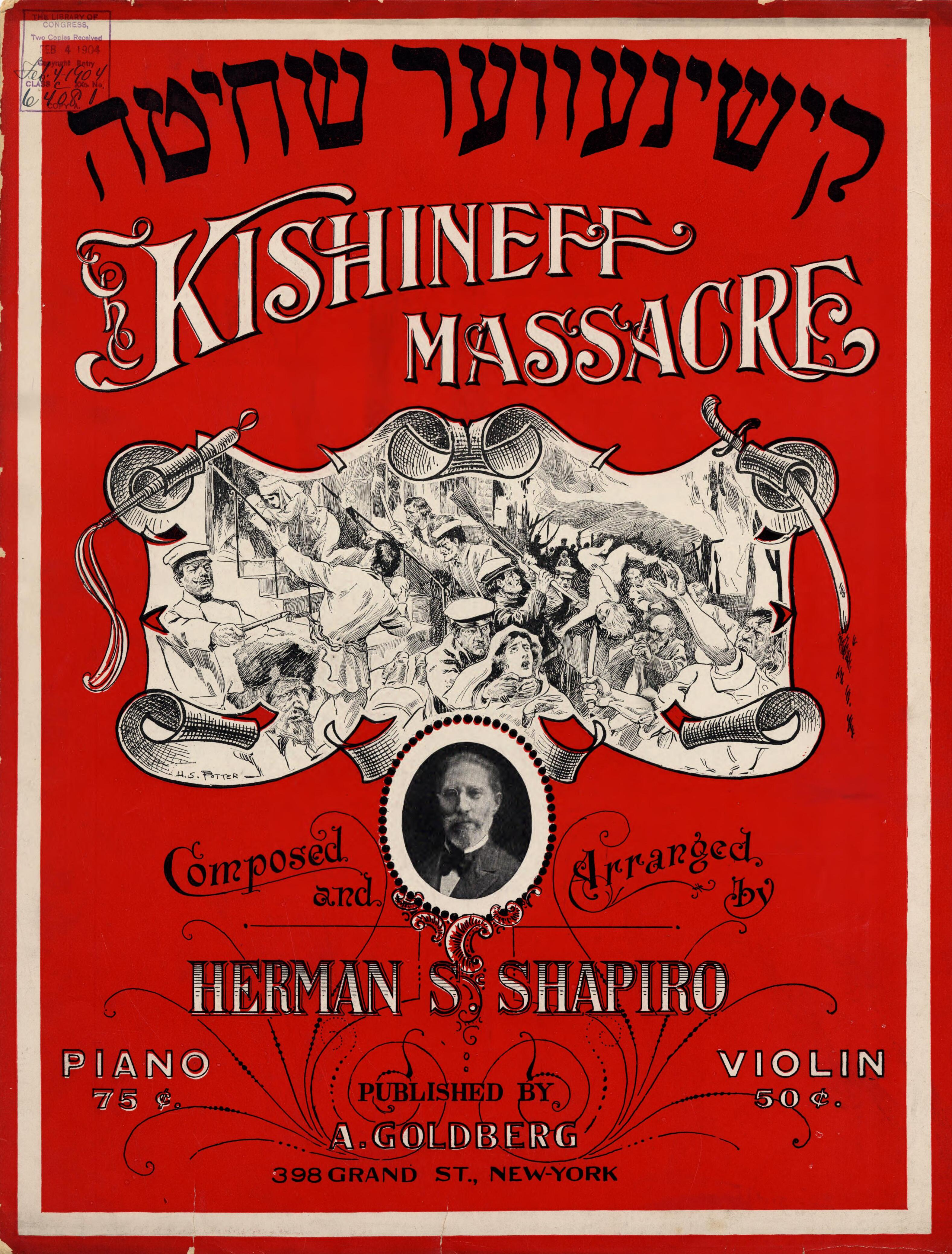
Herman S. Shapiro. Elegía de la masacre de Chisináu. Nueva York: Asna Goldberg, 1904. Colección de Irene Heskes. La ilustración en el centro de esta elegía describe la masacre de Chisináu de abril de 1903.

El pogromo de Chisináu fue una sucesión de actos vandálicos y de violencia antijudía, en los que fueron masacrados cuarenta y siete judíos. Tuvo lugar en Chisináu, entonces conocida como Kishiniov, capital de Besarabia, entonces provincia del Imperio ruso, entre el 6 y el 7 de abril de 1903. Hubo un segundo pogromo en 1905 en el que fueron asesinados diecinueve judíos.

## Antecedentes

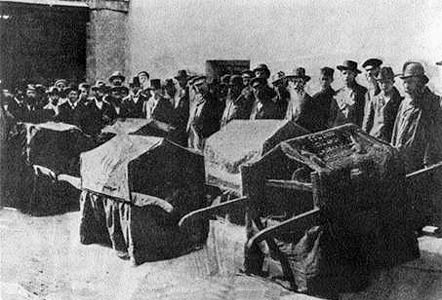
Funeral después del pogromo en Chisináu.

En la Rusia zarista, el maltrato a los judíos fue sistemático. Desde sus comienzos, el régimen de los zares encaró a los judíos con hostilidad implacable. Mientras otras autocracias, como la de Austria y la misma Roma siempre tuvieron una actitud ambivalente en relación con los judíos —a veces protegiéndolos y usándolos; otras veces persiguiéndolos—, el Zarismo trató a los judíos como extranjeros no aceptados. 
A finales del siglo XIX e inicios del XX, antes de las Revoluciones de Abril y de Octubre (Noviembre) de 1917, en todo el territorio ruso el antisemitismo fue una política casi oficial por el Gobierno del Zar, algo que no sucedía de forma tan abierta en Europa Central, Occidental y menos en los Estados Unidos, México o Argentina.
En ese periodo, el antisemitismo zarista tomó innumerables formas, desde la organización de pogromos hasta la falsificación y la publicación de libelos tales como “Los Protocolos de los Sabios de Sion”. La violencia era abiertamente instigada por sectores del Gobierno, que pasó a manipular el sentimiento antijudío de las masas rusas con dos objetivos. El primero era intentar reducir a la población judía del modo más rápido y drástico posible. El segundo, canalizar la insatisfacción popular, especialmente entre los campesinos empobrecidos, alimentando su odio contra los judíos para así controlar y detener una ola revolucionaria mucho mayor, que acabaría en 1917 destruyendo el régimen zarista. El término pogromo, utilizado prácticamente en todas las lenguas para definir los ataques a los judíos o a sus propiedades, es una palabra rusa que significa tempestad, destrucción, o devastación.

## El primer pogromo
El pogromo se inició después de un incidente ocurrido el 6 de abril de 1903 cuando un joven cristiano de Rusia, Mijaíl Rybachenko, fue encontrado muerto en la ciudad de Dubossary, a unos 40 kilómetros al norte de Chisináu. Aunque estaba claro que el joven había sido asesinado por un familiar (que más tarde fue encontrado), el periódico antisemita
publicado en ruso Бессарабец (Bessarabets, que significa "Besarabiano"), cuyo editor era Pável Krusheván, insinuó que fue asesinado por los judíos. Otro periódico, Свет (Svet, "Luz"), utilizó los antiguos libelos de sangre contra los judíos, basado en que el joven había sido asesinado para usar su sangre en la preparación de matzá. El pogromo de Chisináu se extendió por tres días con disturbios y revueltas contra los judíos. Cuarenta y siete judíos fueron asesinados, otros 592 resultaron heridos - de los cuales 92 de gran gravedad - y más de 700 casas fueron saqueadas y destruidas. 
El periódico The Times dio a conocer un comunicado falso realizado por el Ministro del Interior, Viacheslav von Plehve, anunciándole al gobernador de Besarabia, que un pogromo era inminente, y dio orden de no usar la fuerza ni detener a los alborotadores, pero, en cualquier caso, no hubo intento por parte de las fuerzas policiales o militares de intervenir para detener los disturbios sino hasta el tercer día. Esta falta de intervención es un fuerte argumento en apoyo de la opinión de que el pogromo fue patrocinado o, al menos, tolerado por el Estado. 

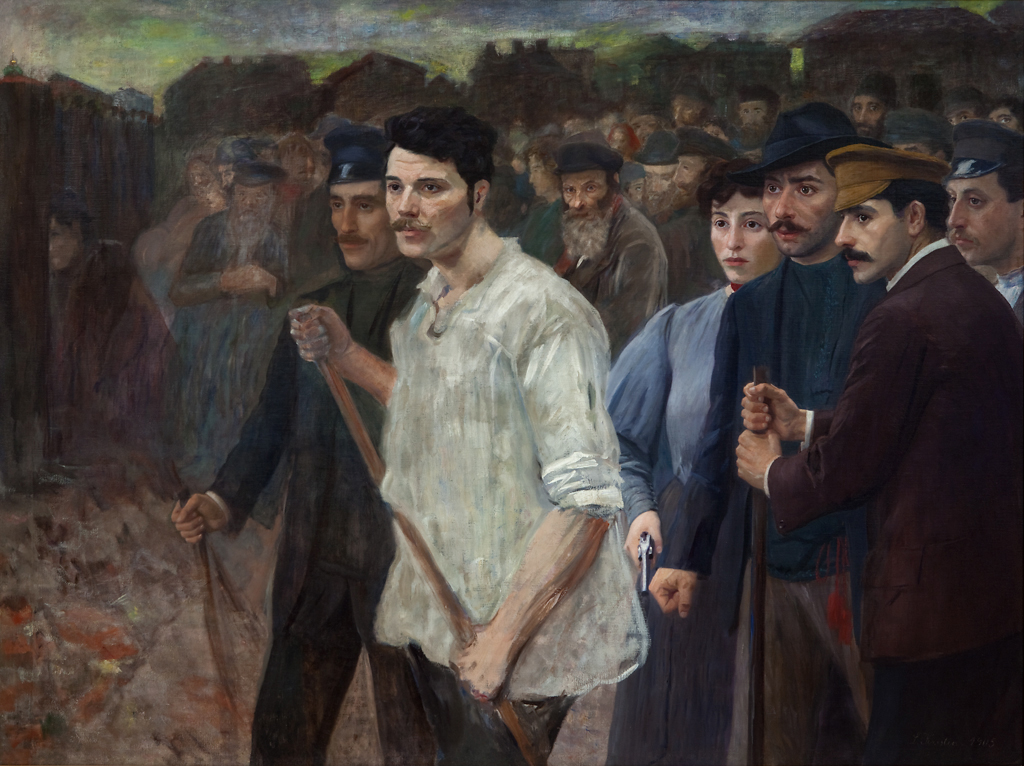
Cuadro de Lazar Krestin titulado Nacimiento de la resistencia judía, pintado en 1905 tras el primer pogromo de Chisináu.

El The New York Times describió el primer pogromo de Chisináu:

Los disturbios antisemitas en Kishinev, Besarabia, son peores que lo que el censor permitirá publicar. Aquello fue un plan organizado a la espera de la masacre general de judíos al día siguiente de la Pascua Rusa. La multitud fue liderada por los sacerdotes y el grito general de «matar a los judíos» durante las marchas se escuchó por toda la ciudad. Los judíos fueron tomados totalmente desprevenidos y fueron masacrados como corderos. El número de muertos fue de 120 y los heridos unos 500. Las escenas de horror que asistieron a esta masacre son indescriptibles. Los bebés fueron literalmente destrozados en pedazos por la multitud, frenética y sanguinaria. La policía local no hizo ningún intento para reprimir el reinado del terror. Al atardecer, las calles estaban llenas de cadáveres amontonados y heridos. Los que pudieron escapar, huyeron aterrorizados, y la ciudad está ahora prácticamente desierta de judíos.

## Segundo pogromo

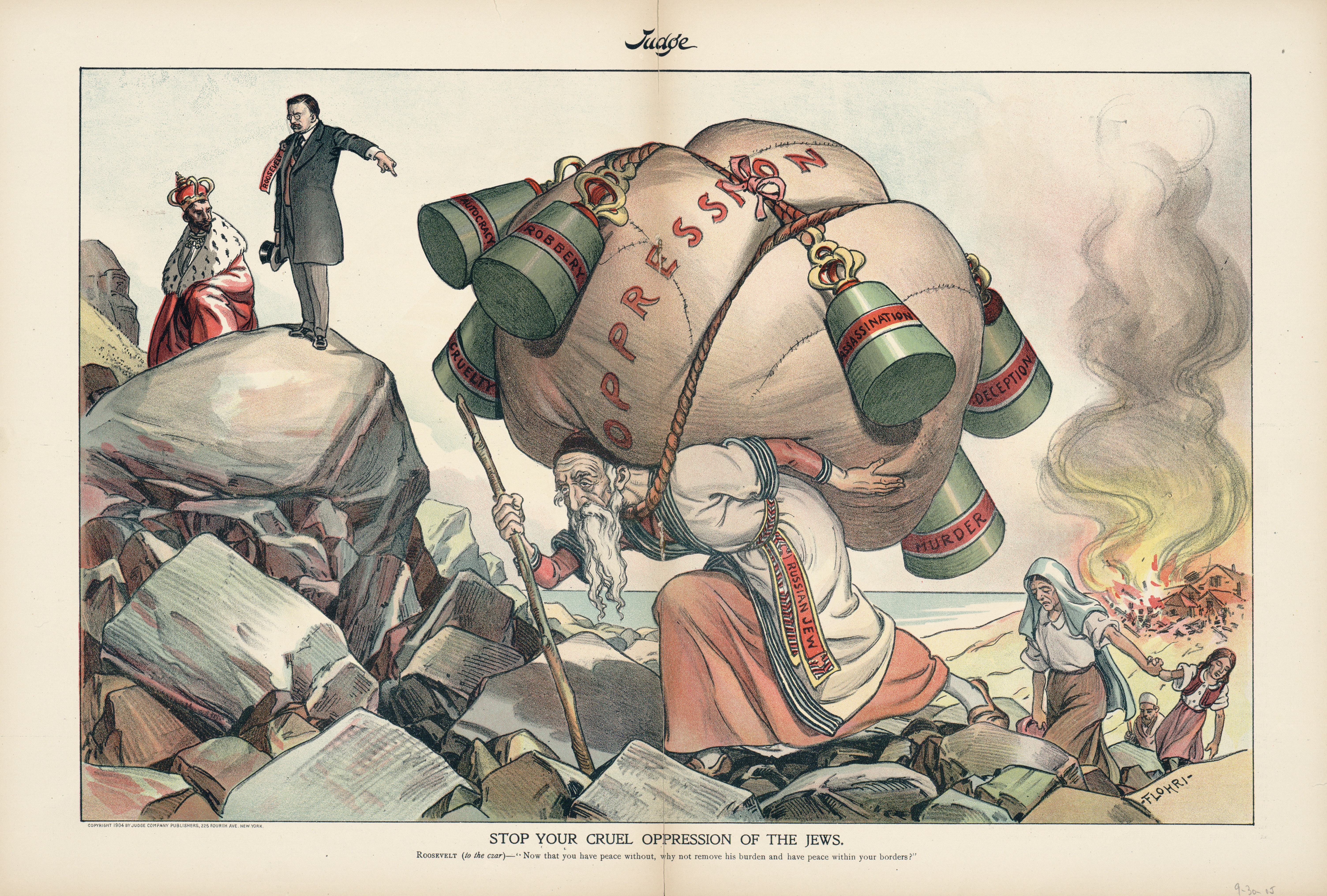
El Presidente Theodore Roosevelt al Zar Nicolás II de Rusia: "Detenga su cruel opresión a los judíos." Litografía en reacción a los pogromos en Chisináu. (Biblioteca del Congreso)

Un segundo pogromo tuvo lugar entre los días 19 y 20 de octubre de 1905. En esta ocasión los disturbios comenzaron como protestas políticas contra el zar, pero se transformaron en un ataque contra los judíos que se pudiesen encontrar. Al terminar los disturbios, 19 judíos fueron asesinados y otros 56 resultaron heridos. Grupos de autodefensa organizados por judíos después del primer pogromo contribuyeron para contener la violencia, pero su éxito fue relativo.

## Los resultados de los pogromos

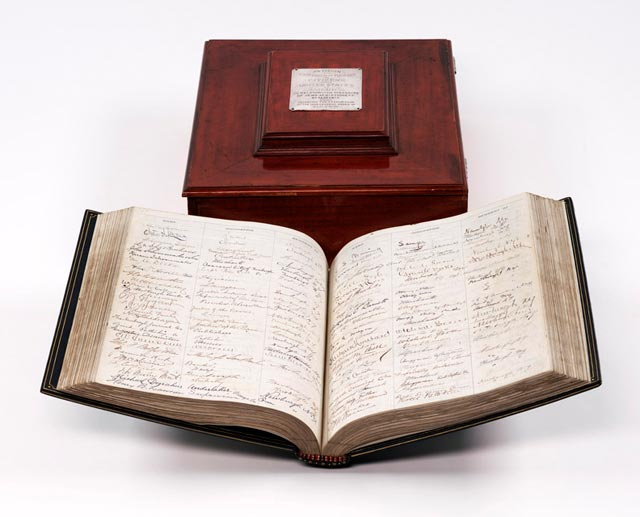
Petición de los ciudadanos de los Estados Unidos al zar de Rusia en 1903: fue rechazada. Actualmente se encuentra en el Archivo Nacional de Estados Unidos.

A pesar de una protesta mundial, sólo dos hombres fueron condenados a siete y cinco años de prisión y otros veintidós solo fueron sentenciados por uno o dos años. Este pogromo fue decisivo para convencer a decenas de miles de judíos de Rusia para marcharse a occidente y, eventualmente, a la Tierra de Israel. Como tal, se convirtió en un real asunto para los inicios sionistas, especialmente para lo que se convertiría en el Sionismo revisionista, inspirando con anticipación a la legítima defensa con alianzas de líderes como Vladímir Jabotinsky. Un gran número de artistas y escritores se refirieron al pogromo. Autores rusos como Vladímir Korolenko escribieron sobre el pogromo en La casa Nº 13, mientras que Tolstói y Gorki escribieron condenas culpando al gobierno de Rusia, a diferencia de los anteriores pogromos en la década de 1880, cuando la mayoría de los miembros de la intelectualidad rusa quedaron en silencio.
También tuvo un impacto importante sobre el arte y la literatura judía. El dramaturgo Max Sparber tomó el pogromo de Chisináu como el tema de una de sus primeras obras de teatro. El poeta Jaim Biálik escribió "En la ciudad masacrada", sobre la pasividad percibida por los judíos en el rostro de las multitudes:
בְּעִיר הַהֲרֵגָה
קוּם לֵךְ לְךָ אֶל עִיר הַהֲרֵגָה וּבָאתָ אֶל-הַחֲצֵרוֹת

וּבְעֵינֶיךָ תִרְאֶה וּבְיָדְךָ תְמַשֵּׁשׁ עַל-הַגְּדֵרוֹת

וְעַל הָעֵצִים וְעַל הָאֲבָנִים וְעַל-גַּבֵּי טִיחַ הַכְּתָלִים

אֶת-הַדָּם הַקָּרוּשׁ וְאֶת-הַמֹּחַ הַנִּקְשֶׁה שֶׁל-הַחֲלָלִים
Traducción:
En la ciudad masacrada
Levántate y ve a la ciudad masacrada

y con tus propios ojos verás, y con tus manos sentirás

en las cercas y sobre los árboles y en los muros

la sangre seca y los cerebros duros de los muertos...